# 33740 Arjunmoorthy
33740 Arjunmoorthy è un asteroide della fascia principale. Scoperto nel 1999, presenta un'orbita caratterizzata da un semiasse maggiore pari a 2,3543882 UA e da un'eccentricità di 0,1784336, inclinata di 8,57918° rispetto all'eclittica.